# The Age of Nero
The Age of Nero è il settimo album in studio del gruppo musicale black metal norvegese Satyricon, pubblicato il 3 novembre 2008 dalla Roadrunner Records.

## Tracce
1. Commando - 4:29
2. The Wolf Pack - 4:05
3. Black Crow on a Tombstone - 3:52
4. Die By My Hand - 7:07
5. My Skin Is Cold - 5:15
6. The Sign of the Trident - 6:58
7. Last Man Standing - 3:40
8. Den Siste - 7:24

## Disco Extra
In Europa è inoltre uscito un CD in edizione limitata con altri 10 brani
1. My Skin Is Cold - 5:07
2. Live Through Me - 5:12
3. Existential Fear-Questions - 6:01
4. Repined Bastard Nation - 5:49
5. Mother North (Live from Gjallarhorn) - 9:06
6. The Pentagram Burns - 4:03
7. Last Man Standing - 3:38
8. Den Siste - 7:22
9. K.I.N.G - 3:33
10. The Pentagram Burns

## Musicisti
- Satyr - chitarra, voce, basso, tastiere
- Frost - batteria